# Real Plaza Chiclayo
El Real Plaza Chiclayo es un centro comercial ubicado en la ciudad de Chiclayo, departamento de Lambayeque (Perú). Se ubica en la cuadra 11 de la avenida Francisco Bolognesi, al sureste de la ciudad. Pertenece a la cadena de centros comerciales Real Plaza, siendo propiedad de Intercorp y fue inaugurado en diciembre de 2005 (e inició operaciones en 2006), siendo la primera construcción de este tipo en la ciudad.
Cuenta con cinco tiendas ancla, entre las cuales están Falabella, Oechsle, Plaza Vea y Promart Homecenter, además de otras tiendas menores distribuidas en galerías y pasadizos. Tiene un patio de comidas con franquicias como KFC, Chili's y McDonald's, además de un cine Cineplanet.
En 2012 fue clausurado temporalmente por el Servicio de Administración Tributaria de Chiclayo debido a problemas en la actualización de los certificados de seguridad y salubridad de sus instalaciones.